# Floreffe (bière)
 (avril 2021).
La Floreffe est une bière d'abbaye belge brassée par la brasserie Lefebvre à Quenast dans la commune belge de Rebecq située en Région wallonne dans la province du Brabant wallon.

## Historique
L’Abbaye de Floreffe a confié en 1983 à la brasserie familiale Lefebvre la licence de brassage de ses bières spéciales. La gamme à cette époque comprenait trois bières : la brune, la triple et la Prima Melior. Ces bières portent aujourd'hui le logo des bières belges d'abbaye reconnues. 

## Bières

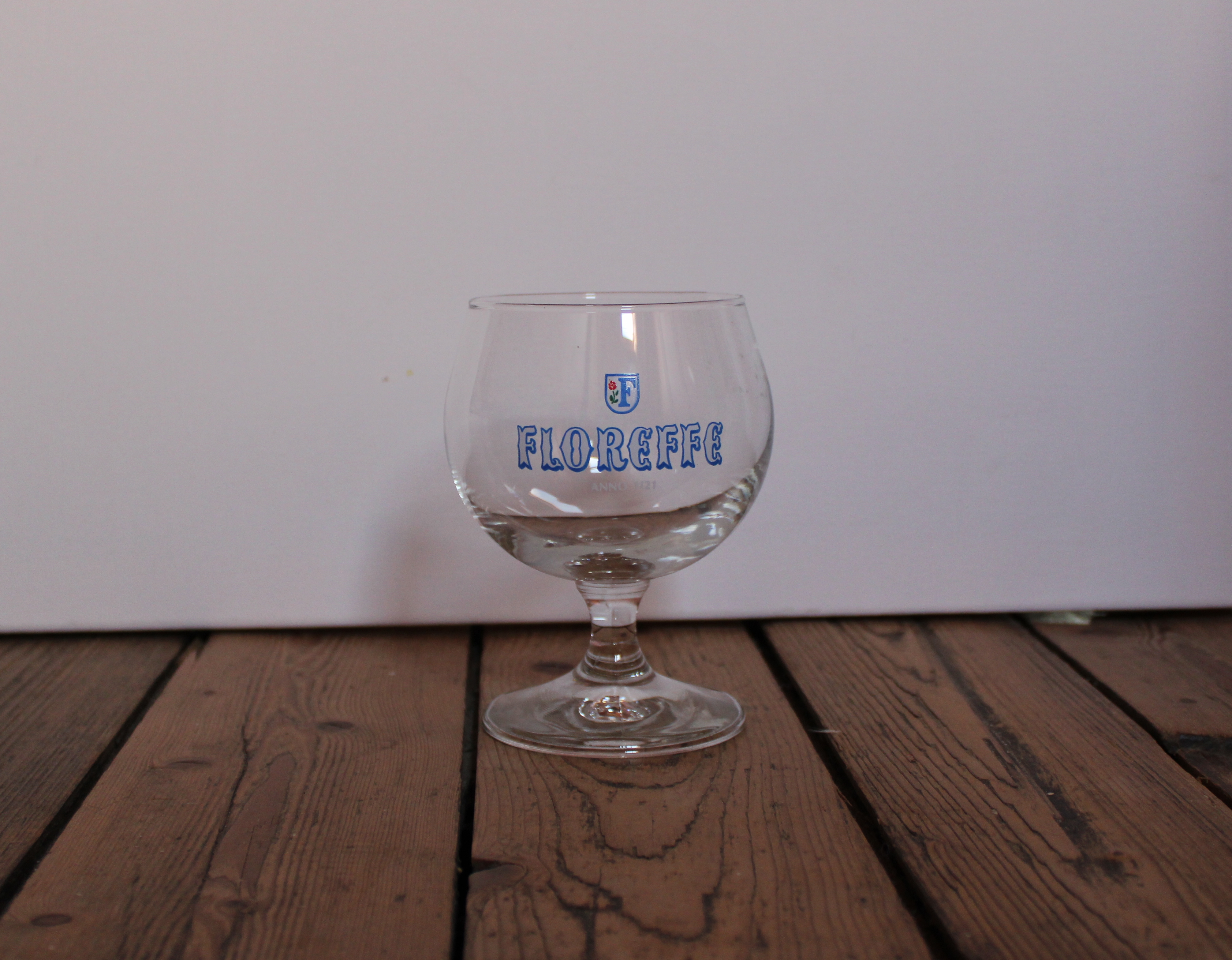
Verre à bière Floreffe.

### Belgique
Actuellement, cinq bières sont brassées et commercialisées en bouteilles de 33 cl capsulées ou, depuis peu, avec fermeture à bouchon mécanique,.
- Floreffe Blonde, dorée et légère titrant 6,5 % d'alcool (étiquette verte)
- Floreffe Double, brune légère à la robe foncée et aux reflets rouges titrant 6,5 % d'alcool (étiquette rouge)
- Floreffe Triple, blonde-ambrée titrant 8 % d'alcool (étiquette jaune)
- Floreffe Prima Melior, noire à la mousse brune titrant 8 % d'alcool (étiquette bleue) qui a obtenu deux médailles d'argent (en 2012) et d'or (en 2013) à l'Australian International Beer Awards dans la catégorie Belgian & French Style Ale - Abbey Dubbel
- Floreffe Blanche, bière blanche titrant 4,5 % d'alcool